# Südwestkirchhof Stahnsdorf
Südwestkirchhof Stahnsdorf, Südwestkirchhof der Berliner Stadtsynode in Stahnsdorf, er en begravelsesplads udenfor Berlins bygrænse i Stahnsdorf i Brandenburg. Gravlunden blev anlagt for den evangeliske synode i Berlin, (Berliner Stadtsynodalverband) men også som offentlig gravplads for Charlottenburg og Schöneberg. Gravlunden var dermed konfessionsløs og havde også plads til jødiske grave.
Südwestkirchhof Stahnsdorf blev anlagt i begyndelsen af 1900-tallet, fordi kirkegårdene i Berlin ikke længere rakte til i den hurtigtt ekspanderende storby. Kirkegården stod klar i 1909. Der blev også oprettet en jernbanelinje til kirkegården, men den er siden lukket. Kirkegården er indrettet som skovkirkegård og har også flere mausoleer samt et kapel som i sin arkitektur henter inspiration fra norske trækirker.

## Grave
På Südwestkirchhof Stahnsdorf hviler blandt andre:
- Georg Graf von Arco (1869-1940), fysiker
- Hugo Conwentz (1855-1922), biolog
- Walter Gropius senior (1848-1911), arkitekt
- Engelbert Humperdinck (1854-1921), komponist
- Gustav Langenscheidt
- Christian Luerssen (1843-1916), botaniker
- Friedrich Wilhelm Murnau (1888-1931), stumfilmsregissør
- August Stramm (1874-1915), poet
- Werner von Siemens (1816-1892), industrimand
- Heinrich Zille (1858-1929), tegner

## Eksterne links
- Südwestkichhof Stahnsdorf

52°23′20″N 13°10′50″Ø / 52.3889°N 13.1806°Ø